# Que Du Luu
Que Du Luu (geboren 1973 in Cholon, Südvietnam) ist eine deutsche Autorin. Sie schreibt Romane, Erzählungen und Kriminalromane.

## Leben
Luu floh mit ihren chinesischstämmigen Eltern 1977 aus der vietnamesischen Chinatown Chợ Lớn. Zunächst lebte ihre Familie 1978 ein Jahr in Thailand in einem Flüchtlingslager. Die Familie fand 1979 als Bootsflüchtlinge in der Bundesrepublik Zuflucht und wurde in einem Flüchtlingsheim in Unna aufgenommen. Ihre Eltern betrieben ein China-Restaurant. Luu wuchs in Herford auf, studierte danach an der Universität Bielefeld Germanistik und Philosophie und schloss mit dem Magistergrad ab. Literarisch beeinflusst wurde Luu von Franz Kafka, Wolfgang Koeppen und Siegfried Lenz, die sie während ihres Studiums las.
Que Du Luu lebt in Bielefeld.

## Auszeichnungen
Für ihren ersten Roman Totalschaden wurde sie 2007 mit dem Adelbert-von-Chamisso-Förderpreis ausgezeichnet. 2009 erhielt sie den
Förderpreis des Landes Nordrhein-Westfalen für junge Künstlerinnen und Künstler in der Sparte Schriftstellerei/Dichtung sowie ein weiteres Arbeitsstipendium der Robert-Bosch-Stiftung.
2010 wurde sie mit dem Förderpreis der Gesellschaft zur Förderung der westfälischen Kulturarbeit ausgezeichnet. Im Jahr 2015 erhielt sie den Hohenemser Literaturpreis für Das Fest des ersten Morgens. Ihr Jugendroman Im Jahr des Affen wurde 2016 mit dem Nachwuchspreis für deutschsprachige Kinder- und Jugendliteratur der Deutschen Akademie für Kinder- und Jugendliteratur ausgezeichnet und erhielt 2017 das Kranichsteiner Jugendliteratur-Stipendium.

## Werke
- Totalschaden. Roman. Reclam Leipzig, Stuttgart, 2006, ISBN 978-3-379-00838-9
- Vielleicht will ich alles. Roman. Kiepenheuer & Witsch Köln, 2011, ISBN 978-3-462-04295-5
- Im Jahr des Affen. Jugendroman. Carlsen Verlag, 2016, ISBN 978-3-551-56019-3
- Molli Morgan – Vom Glück, auf Bäume zu flattern. Roman. dtv Verlagsgesellschaft München, 2023, ISBN 978-3-423-22034-7